# 1525
Відродження •  Реформація •  Доба великих географічних відкриттів •  Ганза •  Імперія інків

## Геополітична ситуація
Османську державу очолює Сулейман I Пишний (до 1566). Римським королем є Карл V Габсбург (до 1555). У Франції королює Франциск I (до 1547).
Середню частину Апеннінського півострова займає Папська область. Неаполітанське королівство на півдні захопила Іспанія. Могутніми державними утвореннями півночі є Венеційська республіка, Флорентійська республіка, Генуезька республіка та герцогство Міланське.
Іспанським королівством править Карл I (до 1555). В Португалії королює Жуан III Благочестивий (до 1557).
Генріх VIII є королем Англії (до 1547), королем Данії та Норвегії є Фредерік I (до 1533), королем Швеції — Густав I Ваза (до 1560). Королем Угорщини та Богемії є Людвік II Ягеллончик (до 1526). У Польщі королює Сигізмунд I Старий (до 1548), він же залишається князем Великого князівства Литовського.
Галичина входить до складу Польщі. Волинь належить Великому князівству Литовському. Московське князівство очолює Василій III (до 1533).
На заході євразійських степів існують Казанське ханство, Кримське ханство, Астраханське ханство, Ногайська орда. Єгипет захопили турки. Шахом Ірану є сефевід Тахмасп I. У Китаї править династія Мін. Значними державами Індостану є Делійський султанат, Бахмані, Віджаянагара. В Японії триває період Муроматі.
Іспанці захопили Мексику. В Імперії інків править Уайна Капак (до 1527).

## Події

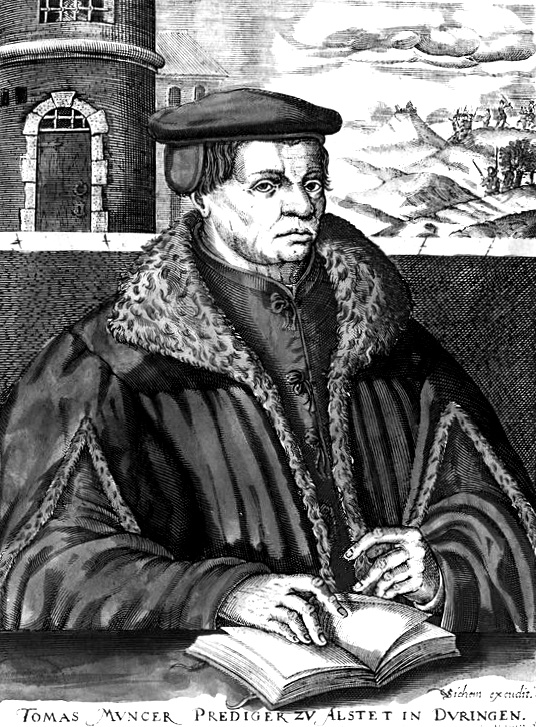
Томас Мюнцер на гравюрі XVIII століття

- У Московії Максима Грека звинуватили в єресі й заслали в монастир.
- Реформація:
  - 21 січня церковні реформатори хрестили один одного, з чого формально розпочався анабаптистський рух.
  - 20 березня опубліковано Дванадцять статей — вимоги повсталих німецьких селян.
  - Мартін Лютер одружився з колишньою черницею Катариною фон Бора.
  - Після поразки повстанців у битві поблизу Франкенгаузена зазнала поразки Селянська війна в Німеччині. Одного з її очільників Томаса Мюнцера страчено.
  - Вільям Тіндейл переклав Новий Завіт англійською мовою.
- Битва при Павії, що відбулася 25 лютого, вирішила долю франко-габсбурзької війни, яка розгорілась у 1521 році між імператором Священної Римської імперії Карлом V і французьким королем Франциском I за владу в Італії. У цьому бою Франциск був узятий в полон і перевезений в Мадрид, де погодився із умовами миру, які запропонував Карл V: повернення Бургундії, відмова від претензій на Мілан і Неаполь, зобов'язання взяти участь у війні проти Османської імперії.
- Ернан Кортес стратив останнього правителя ацтеків Куаутемока.
- 21 серпня, після року безрезультатних пошуків морського шляху до Індії в обхід Північної Америки, в Португалію повернувся мореплавець Ештеван Гоміш.
- В Китаї уряд династії Мін наказав конфіскувати й знищити всі судна, що мали більше ніж одну щоглу. Метою цього заходу була боротьба з міжнародним піратством і контрабандою.

## Геополітичні події
- За результатами польсько-тевтонської війни 1519—1521 років Західна Пруссія залишилася під владою Польщі (до 1772 року), а католицька держава (1226—1525) Тевтонського Ордену перетворена на секуляризоване лютеранське Прусське герцогство, яке до 1657 року було васалом Польської Корони, а 1701 року перетворено на Прусське королівство (1701—1918).
- 8 квітня магістр Тевтонського ордену Альбрехт Бранденбурзький проголосив створення на основі володінь ордену цивільного Прусського герцогства під сюзеренітетом Польщі і сам став першим герцогом. Ініціював проведення в Пруссії протестантської Реформації.

## Народились
Докладніше: Народилися 1525 року

## Померли
Докладніше: Померли 1525 року
- 27 травня — У Німеччині страчено 35-літнього Томаса Мюнцера, ідеолога «народного» напрямку в Реформації, одного з вождів Селянської війни 1524—25 років.
- 30 грудня — В Аугсбурзі у віці 66-и років помер торговець і банкір Якоб Фуггер, засновник торгово-банкірського дому Фуггерів, одного із найбагатших і найвпливовіших в тогочасній Європі.